# Castello di Casola
Das Castello di Casola ist die Ruine einer mittelalterlichen Höhenburg, deren Reste auf der Spitze eines steilen Hügels über dem Baganza-Tal unterhalb des  Ortsteils Castello di Casola der Gemeinde Terenzo in der italienischen Region Emilia-Romagna zu finden ist.

## Geschichte
Die Burg wurde im Mittelalter zur Verteidigung des Baganza-Tals gegenüber dem Castello di Ravarano erbaut. 1250 verlehnte sie der Kaiser des Heiligen Römischen Reiches, Friedrich II., an seinen Condottiere Oberto Pallavicino, der sie 1269 seinen Sohn Manfredino als seinen einzigen Erben hinterließ.
1312 eroberte der Markgraf von Pellegrino, Pallavicino III. Pallavicino, der mit Giberto III. da Correggio und den Guelfen von Parma verbündet war, die Burg in Ravarano, von der das Castello di Casola eine Dependance war. Drei Jahre später, als es Frieden zwischen der Stadt Parma und Borgo San Donnino gab, erhielt Manfredino die Festungen von Ravarano, Casola und Solignano zurück.
1348 erbte Donnino Pallavicino nach Teilung mit seinem Bruder Oberto von seinem Vater Manfredino die Lehen Zibello, Ravarano, Casola, Monte Palero, Sant’Ilario Baganza, Cella und Parola.
1360 wurde dem Markgrafen Oberto Pallavicino die Investitur vom Kaiser des Heiligen Römischen Reiches, Karl IV., bestätigt.
Später verfiel die Burg und wurde aufgegeben, sodass sich lange Zeit keine Spur mehr von ihr finden ließ.
Ende des 20. Jahrhunderts wurde der Fußweg der Via Francigena wiedereröffnet, und die Ruinen der Burg einige Hundert Meter entfernt von der Kirche Sant’Apollinare (in der Siedlung Castello di Casola) kamen wieder ans Licht.